# La ferida del rei Jaume I en la conquesta de València
La Ferida de Jaume I en la conquesta de València és una pintura d’oli sobre tela (156’5 x 219’8 cm) del pintor Salvador Martínez Cubells (València, 9 de novembre de 1845 - Madrid, 21 de gener de 1914) que data de l’any 1868 i es conserva al Museu de Belles Arts de València.

## Localització
Salvador Martínez Cubells es presentà de manera ininterrompuda a les diferents edicions de l’Exposició Nacional de Belles Arts, celebrades annualment a Madrid, i en la qual va ser guardonat en diverses ocasions. L’èxit de les seues composicions, en concret els retrats i la pintura històrica i costumista, va atraure l’interés de l’aristocràcia madrilenya de l’època devenint amb el temps no sols pintor si no també restaurador d'importants quadres, obtenint el càrrec de primer restaurador en el Museo del Prado durant més de 26 anys i creant una escola de restauradors en el mateix museu.
Fou Juan Roca de Togores y Carrasco, compte de Pinohermoso, aristòcrata i escriptor amb presència a la cort de la reina Isabel II, qui en 1867 va adquirir una obra de Martínez Cubells anomenada Los Carvajales i al mateix temps va encarregar al pintor el quadre de La Ferida de Jaume I en la conquesta de València.
L’artista valencià, una vegada finalitzada l’obra, va participar en l’Exposició Aragonesa de 1868. Aquesta exposició d’art era molt estimada per la monarquia i malgrat la inestabilitat política del país en eixos anys va tindre el suport necessari per poder celebrar-se. Martínez Cubells va ser premiat amb una medalla de coure per la seua participació amb aquesta obra i dos retrats més, dels quals es desconeix els títols.
A més, es desconeix amb certesa on va estar el quadre després de la seua participació. En l’actualitat es troba exposat en el Museu de Belles Arts de València gràcies a una adquisició feta per la Generalitat Valenciana en 1991.

## Anàlisi formal i estilística
Aquesta pintura combina elements del romanticisme històric i la pintura acadèmica. La composició es basa en una línea horitzontal on tots els personatges es troben damunt d’aquesta. Hi ha en ella un protagonisme clar, el del monarca Jaume I, situat al bell mig i damunt d’un cavall, mentre que els altres guerrers estan de peu i amb postures més baixes.
Els colors emprats es caracteritzen per tindre una tonalitat terrossa amb marrons i ocres, a més de alguns detalls amb roig, blau, verd i blanc. La utilització de la llum és natural ja que la escena està bastant iluminada i amb poques zones d’ombra, ambientada al dia i a l'aire lliure. El dibuix està caracteritzat per una línea molt fina i descriptiva, que detalla amb caràcter realista i voluntat arqueològica cadascun dels elements, tant les robes dels guerrers, com l'arquitectura del fons que simula les muralles de la medina de Balansiya. Els personatges, per la seua banda, estan descrits amb expressions i moviments teatrals i bruscos, tot conferint un aspecte caòtic a l’escena.

## Anàlisi iconogràfica
Respecte a l’obra, es presenta el rei Jaume I amb un abillament de cavaller croat, amb túnica blanca i llarga, capa de color vermell i la creu roja de les croades al pit. Malgrat que no es veu en el quadre, s'intueix que du el casc característic de Jaume I amb la cimera dragonada, com a divisa que representa els monarques de la Corona de Aragó (i posteriorment símbol dels territoris on va exercir el seu poder) i que també fou divisa del rei Pere IV El Cerimoniós. Fou aquest rei, i no Jaume I com es sol pensar, qui va imposar primer l’ús aquesta empresa tot i que ha passat a identificar al fundador del Regne de València.
El rei, com a monarca, guerrer i legislador, és percebut com la figura principal de la imatge, amb una talla heroica i una expressió d’autoritat. Ubicat en un primer pla i a lloms d’un cavall blanc es mostra el moment en el qual és ferit al cap, concretament a la templa, per una fletxa enemiga durant aquest asedi. Aquest esdeveniment és narrat en primera persona pel propi Jaume I en el seu Llibre dels feits, la crònica que recull de forma autobiogràfica la vida i gestes més importants del rei.
Al voltant del rei es troba el seu exèrcit en plena batalla. La gran majoria dels soldats es troben a cavall i empunyant una llança cap amunt amb ànim d’atacar, mentre els soldats més propers al rei es troben de peu i observant com el rei és colpejat al cap i tracten de socòrrer-lo. En un plànol més llunyà  es mostra com altres soldats de Jaume I bé estan atacant violentament les tropes musulmanes, bé empunyen la senyera o bé han caigut morts en la lluita. Pel que fa a la defensa de la ciutat, els soldats de la Taifa de Balànsiya tracten de impedir l'avanç i el setge cristià i ataquen el soldats de Jaume I des de dalt de la muralla andalusí, caracteritzada per les seues torres semicirculars. Es poden trobar alguns vestigis d’aquesta muralla al barri del Carme, a la Ciutat Vella de València.

## Font literària
En el Llibre dels Fets, la crònica autobiogràfica del rei Jaume I i una de Les quatre grans Cròniques dels segles XIII i XIV, narra aquest episodi de manera detallada. Aquesta peça ha sigut estreta de l'episodi que compren des del 1240 al 1265 en el qual es narren els conflictes amb els sarraïns rebels de València i la posterior presa de la ciutat.
[…] Però quan nós tornàvem amb els homes ens vam girar cap a la vila a vigilar els sarraïns, ja que n’hi havia molts fora de la muralla. En aquell moment, un ballester va disparar i, tot traspassant el capell de sol i la malla, ens ferí amb la sageta prop del front.
Gràcies a Déu no travessà el crani, sinó que la punta de la sageta va eixir per mig del cap. Aleshores nós, amb la ràbia que teníem, donàrem tal manotada a la sageta que la trencàrem. La sang ens rajava cara avall i, amb la capa de seda que duíem, ens la torcàvem i anàvem rient per tal que la nostra tropa no es desanimara. Vam entrar en una tenda on ens allotjàvem i se’ns inflà tota la cara i els ulls, de tal manera que, durant quatre o cinc dies, vam perdre la visió amb l’ull de la part en què ens havia ferit.

## La pintura de història

Fusilamientos del tres de mayo, del pintor Francisco de Goya. Quadre exposat en el Museo del Prado a Madrid.

Aquesta obra és un exemple de pintura d’història, gènere pictòric que té la particularitat de que el tema tractat és la representació d’un esdeveniment històric. No obstant això, no sols s'inspira en esdeveniments històrics, com es sol pensar, sinó que també inclou aquelles obres que prenen la seua narració de la literatura.

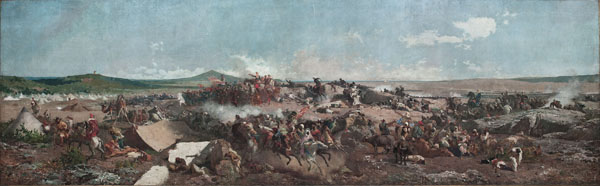
La batalla de Tetuán, de Mariano Fortuny. Quadre exposat en el Museu Nacional d'Art de Catalunya, a Barcelona

A partir de l'Edat Moderna, per a les acadèmies d’art aquest gènere pictòric s'ha considerat el més important i el que més prestigi otorgava a l’artista. Fins i tot, en una jerarquia de gèneres pictòrics on també es troben el retrat, el paisatge, les escenes costumistes i la natura morta, fou considerat per André Félibien com el “grand genre” perquè requereix de molta destresa i detall i no tots els pintors eren capaços de dominar la tècnica requerida.
Quant a les característiques de la pintura històrica, destaquen les següents: són quadres de grans dimensions, amb la concentració d'uns quants personatges principals al voltant de una multitud de personatges secundaris no identificables i amb característiques semblants sense massa personalització. En el fons es representa una estructura arquitectònica pròpia del moment representat. Se sol donar molta rellevància al detall en la vestimenta de l’època i que identifiquen els personatges, així com tots aquells objectes relacionats amb la narració.
Una de les característiques més habituals en la pintura històrica és la heroització dels protagonistes, tot mostrant una imatge de valentia, coratge i valor amb l’objectiu d’engrandir-los. La majoria d’aquests herois es mouen per unes causes excepcionals o inconvenients a les quals es saben sobreposar (en el cas de La ferida del rei Jaume I en la conquesta de València, el rei Jaume esta en plena lluita i alhora es sobreposa al contratemps d’haver sigut ferit al front) i on la seua acció heroica té com a resultat el triomf (conquesta de València). Aquest heroisme triomfant és el fil conductor més freqüent en la pintura de història del segon terç del segle xix.
A Espanya, el gènere de pintura històrica va tenir el seu Segle d'Or en el segle XIX, encara que fou un gènere que ja tenia testimonis en segles anteriors. La causa principal d’aquest èxit es deu a la influència de les acadèmies, en especial l’Acadèmia de Belles Arts de Belles Arts de San Fernando on els alumnes havien de concursar obligatòriament en certàmens i esforçar-se per destacar el màxim possible, seguint la línia del Premi de Roma, amb orígens en França. A mesura que el gènere anava agafant més i més popularitat, es van començar a fer encàrrecs d’obres amb aquest tema per part de la monarquía, com a institució que participa doblement de una projecció pública i un caràcter personal i privat. Els encàrrecs tenien l’objectiu de difondre una visió heroica de la història nacional espanyola i decoraven palaus i edificis de govern. Tanmateix, no sols la monarquia era capaç de fer encàrrecs, sino que va emergir la figura privada amb un ràpid accés de la burgesia i l’aristocràcia més adinerada al món de l’art, amb l’inconvenient, evidentment, de la seua privacitat.
Són molts els pintors espanyols que han realitzat obres amb gènere pictòric en el segle XIX. Per destacar alguns d’ells, parlem de Francisco de Goya (El dos de mayo de 1808 i El tres de mayo de 1808), Antonio Gisbert (Fusilamiento de Torrijos y sus compañeros), José Aparicio (Desembarco de S.M el Rey Don Fernando VII en El Puerto de Santa María), José Madrazo (La mort de Viriato, cap dels lusitans), Francisco Pradilla (Doña Juana la Loca o Rendició de Granada),  Mariano Fortuny (La batalla de Tetuán) i Salvador Martínez Cubells (Guzmán el Bueno arrojando su daga en el cerco de Taifa o Los Carvajales)